# Blue Crush
Série
Blue Crush 2
(2011)
Pour plus de détails, voir Fiche technique et Distribution.
Blue Crush, ou Défi bleu au Québec, est un film américain de surf réalisé par John Stockwell, sorti en 2002.

## Synopsis
Anne Marie (Kate Bosworth), Eden (Michelle Rodríguez), et Lena (Sanoe Lake) sont des amies proches. Avec ses amies, Anne Marie s'occupe de sa sœur de 14 ans, Penny (Mika Boorem), depuis que leur mère est partie pour Las Vegas avec un nouveau compagnon qui n'a pas voulu amener les deux filles avec eux.
À côté de leur travail, ce sont  avant tout des surfeuses : chaque matin Anne Marie se lève avant l'aube pour chevaucher la vague. Elle passait naguère pour une étoile montante du surf féminin, mais un accident, proche de la noyade, a interrompu sa carrière, lui laissant de fortes appréhensions. Ses amies, particulièrement Eden, ne l'encouragent pas moins à reprendre la compétition, et elle vient de se faire inviter à un prochain tournoi, à l'occasion duquel elle espère attirer l'attention de commanditaires.
Tout en s'entraînant, Anne Marie lutte pour maintenir son autorité sur Penny et gérer ses propres affaires. Au travail, elle suscite l'intérêt de Matt Tollman (Matthew Davis), quaterback d'une équipe de football de la Ligue Nationale de Football Américain à Hawaï, qu'elle accepte d'initier au surf.
L'éventualité d'un stage de formation intense confronte Anne Marie à un choix de priorités, et elle pose à Matt la question de leurs rapports. Mais voilà qu'arrive  le tournoi de surf...
Anne Marie se qualifie en l'emportant de justesse sur la professionnelle Kate Skarratt. Elle demeure incertaine mais Matt lui raconte son premier jeu en tant que stratège et la rassure.
Dans la série d'épreuves qui suit, sa concurrente est Keala Kennelly, l'une des premières surfeuses féminins professionnelles : celle-ci ose surfer les premières vagues sans wipe-outs, ce que le souvenir de son accident empêche toujours Anne Marie de faire. Ayant terminé sa série, Keal encourage Anne Marie à prendre une bonne vague, et celle-ci parvient à marquer parfaitement. Elle ne sera pas qualifiée pour autant, mais elle aura récupéré sa confiance perdue et, ce qui est plus important, attiré l'attention de sponsors dont Billabong..

## Fiche technique
- Titre : Blue Crush
- Titre québécois : Défi bleu
- Réalisation : John Stockwell
- Scénario : Lizzy Weiss et John Stockwell
- Production : Brian Grazer, Karen Kehela, Suzy Barbieri, Rick Dallago, Louis G. Friedman, Kathy Jones et Buffy Shutt
- Sociétés de production : Imagine Entertainment et Universal Pictures
- Budget : 30 millions de dollars (22,5 millions d'euros)
- Musique : Paul Haslinger (additionnel : Blake Neely)
- Photographie : David Hennings
- Montage : Emma E. Hickox (en)
- Décors : Tom Meyer
- Costumes : Susan Matheson (en)
- Pays d'origine : États-Unis, Allemagne
- Langue : anglais
- Format : Couleurs - 1,85:1 - DTS / Dolby Digital / SDDS - 35 mm
- Genre : Comédie, romance
- Durée : 104 minutes
- Dates de sortie : 8 août 2002 (première, États-Unis), 16 août 2002 (Canada, États-Unis), 23 juillet 2003 (Belgique, France)

## Distribution
Légende : Version Française = V. F.[réf. nécessaire] et Version Québécoise = V. Q.
- Kate Bosworth (V. F. : Chloé Berthier ; V. Q. : Christine Bellier) : Anne Marie Chadwick
- Michelle Rodríguez (V. F. : Sylvie Jacob ; V. Q. : Camille Cyr-Desmarais) : Eden
- Matthew Davis (V. F. : Cédric Dumond ; V. Q. : Benoit Éthier) : Matt Tollman
- Sanoe Lake (V. F. : Virginie Méry ; V. Q. : Violette Chauveau) : Lena
- Mika Boorem (V. F. : Adeline Chetail ; V. Q. : Aline Pinsonneault) : Penny Chadwick
- Chris Taloa (V. F. : Emmanuel Garijo ; V. Q. : Joël Legendre) : Drew
- Faizon Love (V. F. : Lucien Jean-Baptiste) : Leslie
- Ruben Tejada (V. F. : Vincent Barazzoni) : JJ
- Coco Ho : Anne Marie jeune
- Keala Kennelly : elle-même
- Kala Alexander : Kala
- Kaupena Miranda : Kaupena
- Asa Aquino : Asa
- Fidji : George Veikoso
- Frederick Patacchia : Ben
- Blossom Lam (V. F. : Marie-Madeleine Burguet-Le Doze) : Mme Milari
- Kate Skarratt : elle-même
- Rochelle Ballard : elle-même
- Layne Beachley : elle-même
- Megan Abubo : elle-même
- Sage Erickson : la fille sur la plage
- Jessica Trent Nichols : la représentante de Billabong
- Braden Dias : un surfeur
- Tom Carroll : un surfeur
- Jamie O'Brien : un surfeur
- Rico Jimenez : un surfeur
- Bruce Irons  : un surfeur
- Larry Rios : un surfeur
- Kalani Robb : un surfeur
- Perry Dane : un surfeur
- Makua Rothman : un surfeur

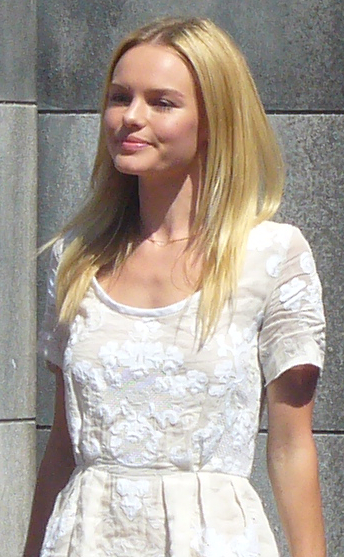
Kate Bosworth
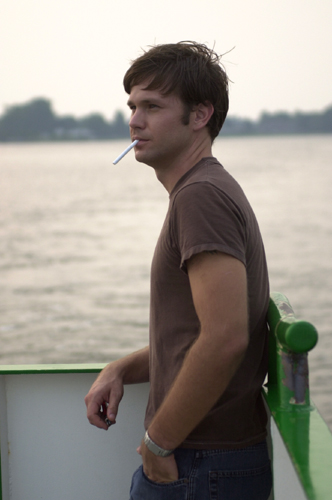
Matthew Davis
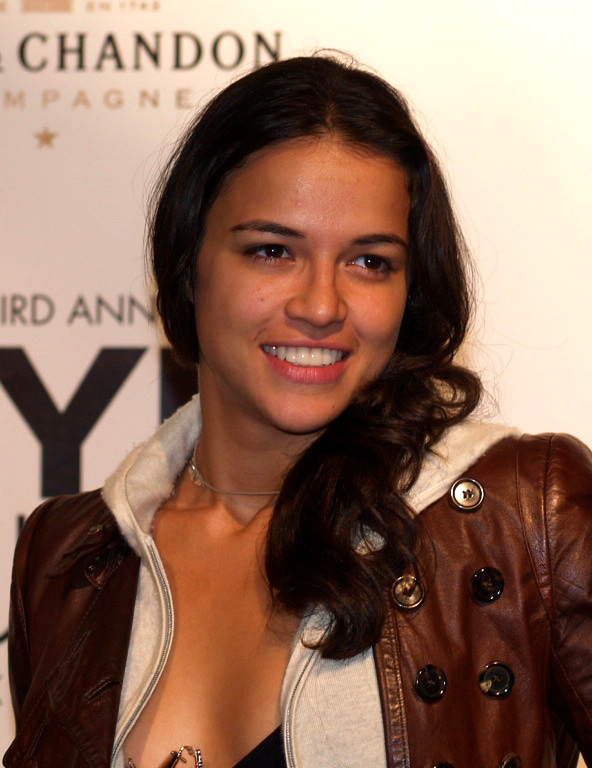
Michelle Rodríguez

## Autour du film
- Le tournage s'est déroulé à Los Angeles et O`ahu, une île de l'archipel d'Hawaii.
- Lizzy Weiss et John Stockwell commencèrent à écrire leur scénario après avoir lu l'article Surf Girls of Maui, de la journaliste américaine Susan Orlean[2].
- Michelle Rodríguez effectua elle-même toutes ses cascades en motomarine.
- Le double champion du monde de surf Tom Carroll (1983 et 1984) fait une petite apparition au début du film, en tant que surfer blessé à l'œil. D'après le producteur Brian Grazer, la blessure était réelle, ce qui rendit nerveuses les trois actrices principales pour retourner dans l'eau.
- Une suite Blue Crush 2 est sorti en 2011. Les personnages et l'histoire changent, seul le surf est l'élément constant.

## Bande originale
- Could You Be Loved / And Be Loved, interprété par Bob Marley et Damian Marley
- Cruel Summer, interprété par Blestenation
- Move, interprété par Dujeous (en)
- Jam For The Ladies, interprété par Moby
- The Shores of Maui, interprété par Don Great
- Firesuite, interprété par Doves
- Rock Star (Jason Nevins Remix), interprété par N*E*R*D
- Party Hard, interprété par Beenie Man
- Front 2 Back, interprété par Playgroup
- Destiny, interprété par Zero 7
- If I Could Fall in Love, interprété par Lenny Kravitz
- Big Love, interprété par Chicken
- Youth of The Nation, interprété par P.O.D.
- Daybreaker, interprété par Beth Orton
- Spilt Milk, interprété par Dujeous (en)
- Sightlines, interprété par Dujeous (en)
- Promised Land, interprété par Mashek Fashek
- Feel Good, interprété par Delinquent Habits
- Everybody Got Their Something, interprété par Nikka Costa
- Kinda' Kinky, interprété par Ursula 1000
- Walk About, interprété par Sanoe Lake

## Distinctions
- Nomination au prix de la meilleure équipe à l'écran (Kate Bosworth, Michelle Rodríguez, Sanoe Lake) et meilleure révélation féminine (Kate Bosworth), lors des MTV Movie Awards 2003.
- Nomination au prix du meilleur film d'action et meilleure actrice dans un film d'action pour Kate Bosworth, lors des Teen Choice Awards 2003.
- Nomination au prix des meilleures cascades (Kate Skarratt, Rochelle Ballard, Cara Hemperly), lors des World Stunt Awards 2003.